# 계양산성박물관
계양산성박물관은 인천광역시 계양구에 있는 공립 박물관이다.

## 연혁
- 2020년 5월 28일 개관.

## 같이 보기
- 계양산성